# الحرمان اللغوي لدى الأطفال الذين يعانون من فقدان السمع
الحرمان اللغوي لدى الأطفال الصم وضعاف السمع هو تأخر في تطور اللغة يحدث عندما لا يُوفّر تعرض كافٍ للغة، سواء المحكية أو المؤشرة، خلال السنوات الأولى من حياة الطفل الأصم أو ضعيف السمع، والتي غالبًا ما تُعرف بالفترة الحرجة أو الحساسة. يعمل التدخل المبكر، ومشاركة الأهل، والموارد الأخرى على الوقاية من هذا الحرمان اللغوي. فالأطفال الذين يفتقرون إلى الوصول الكافي للغة — سواء كانت محكية أو مؤشرة — قد لا يطورون المهارات اللازمة للاندماج بنجاح في بيئة التعلم الأكاديمي.

## الوصول إلى اللغة

### تطور اللغة النموذجي لدى الأطفال الصم وضعاف السمع
تُلاحظ معالم لغوية متشابهة في كل من اللغات المؤشرة والمحكية. وقد يؤدي تقليل الوصول إلى اللغة إلى مشاكل سلوكية نتيجة عدم قدرة الطفل على التعبير عن احتياجاته أو رغباته. وقد يؤثر الحرمان اللغوي أيضًا على تطورهم العصبي. يُعد توقيت وجودة التعرض للغة أكثر أهمية من حالة السمع نفسها في تطوير المهارات المناسبة للعمر.

### التكنولوجيا والتدخلات
مع توفر التكنولوجيا والتدخلات الحالية، يُحتمل أن يتمكن الأطفال من تحقيق مهارات لغوية محكية متوقعة للعمر. ومن هذه التكنولوجيا زراعة القوقعة، ومعينات السمع، والمعينات السمعية المثبتة على العظم، والتي قد تُساعد على توفير الوصول إلى اللغة المحكية. وقد يختلف هذا الوصول بشكل كبير من شخص لآخر بحسب أسباب ودرجة الصمم، والعمر الذي أُدخلت فيه التكنولوجيا السمعية، ووقت التعرض للغة. ويمكن أن تُساعد خدمات مثل علاج النطق واللغة، وطب السمع، وغيرها في تعزيز الفائدة من التكنولوجيا السمعية.
حتى لدى الأطفال الذين يستخدمون التكنولوجيا السمعية، فإن توقيت تعرضهم للغة — سواء المرئية أو المحكية — يؤثر على مدى استفادتهم من هذه التكنولوجيا. مع ذلك، فإن النطق ليس هو الخيار الوحيد للتواصل لدى الأطفال الصم وضعاف السمع. فالتعرض للغة، سواء المؤشرة أو المحكية، منذ الولادة، يُسهم في بناء وتقوية الأنسجة الدماغية التي يمكن استخدامها لاحقًا في سياقات لغوية مختلفة. فعلى سبيل المثال، إذا خضع الشخص في المستقبل لجراحة زراعة قوقعة، فإن تعرضه للغة منذ الولادة يمكن أن يكون عاملاً مهمًا في اكتساب اللغة المحكية بمساعدة الجهاز.
ومع ذلك، فإن الأطفال الصم وضعاف السمع كثيرًا ما لا يتبعون الجدول الزمني المعتاد لتطور اللغة. فعندما يُحرم الطفل من اللغة منذ البداية، يمكن أن يتأخر بشكل كبير عن أقرانه في تحقيق المعالم اللغوية، مما قد يؤثر على التعلم مدى الحياة.

### العمر وجودة التعرض للغة
تُعد السنوات الخمس الأولى من حياة الطفل فترة حاسمة للتطور المعرفي وترسيخ اللغة الأم. وتُعرف هذه الفترة باسم الفترة الحرجة لتطور اللغة، أو نافذة اكتساب اللغة. وقد كشفت الدراسات التي أجريت على السكتات الدماغية في الطفولة والتطور اللغوي النموذجي عن وجود فترة حرجة لاكتساب اللغة. وبعد هذه الفترة، يصبح من الصعب جدًا اكتساب اللغة الأم بشكل كامل. فبينما لا يصبح اكتساب اللغة مستحيلًا بعد عمر خمس سنوات، إلا أنه غالبًا ما يحمل خصائص معرفية ولغوية للحرمان اللغوي.
العوامل الأهم في تحديد نتائج اللغة والقراءة والكتابة ليست نوع اللغة المستخدمة ولا عدد اللغات، بل توقيت وجودة التعرض للغة. فعندما يتعرض الأطفال الصم وضعاف السمع للغة طبيعية بشكل كامل وفي توقيت مماثل لأقرانهم السامعين، فإنهم يكتسبون اللغة بنفس المعالم. يشمل هذا الجدول الزمني التمتمة في عمر يقارب عشرة أشهر والإشارة الأولى في عمر عام واحد. وقد نشرت مطبعة جامعة غالوديت الجدول الزمني الكامل لتطور الأطفال الذين يستخدمون لغة الإشارة، وهو مصدر يمكن للآباء استخدامه لتتبع تطور لغة أطفالهم، ويشمل معالم مثل تتبع نظرات العين، والإشارة، وتقليد أشكال اليد.
وهذا المصدر فريد من نوعه لأنه معد خصيصًا للأطفال الصم وضعاف السمع، ويمكن استخدامه لتشكيل توقعات الأهل حول تقدم أطفالهم لغويًا.

### المرحلة الحرجة
تُعد المرحلة الحرجة في تطور اللغة مهمة لدى الأفراد الصم. فالأفراد الصم الذين لم يتعرضوا للغة الإشارة في سن مبكرة لا يحققون كفاءة لغوية كاملة مع تطورهم. وقد تؤدي الفجوات في التعرض للغة طبيعية خلال هذه الفترة إلى أعراض مستمرة تُعرف باسم متلازمة الحرمان اللغوي. تشمل أعراض متلازمة الحرمان اللغوي عدم الطلاقة في اللغة الأم، والثغرات المعرفية حول العالم المحيط، والتفكير غير الطبيعي، واضطرابات المزاج أو السلوك، والتأخر الأكاديمي والقرائي.

وقد أُثبت أن الأفراد الصم الذين تعلموا لغة الإشارة بعد سن الخامسة لم يكونوا بالكفاءة ذاتها التي وصل إليها الأفراد الذين تعرضوا للغة الإشارة منذ الولادة.

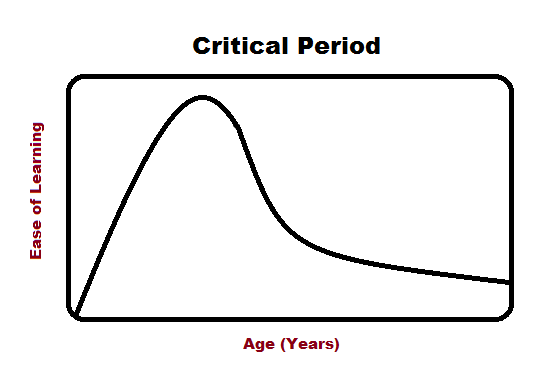
Critical period graph

#### المفاهيم الخاطئة بخصوصالمرحلة الحرجة
من المفاهيم الخاطئة أن الأطفال الصم سيكونون في وضع غير مؤاتٍ لأنهم يفتقرون إلى المدخلات السمعية، وبالتالي فإن الصمم يُسبب تأخرًا في التطور. ونتيجة لذلك، يُوصى عادةً بالتركيز على التعرض للغة السمعية لدى الأطفال الصم. ولكن في الواقع، الصمم أو غياب المدخلات السمعية ليس هو سبب التأخر في التطور، بل الحرمان اللغوي هو السبب. فالأطفال الصم بشدة الذين تعرضوا في وقت مبكر للغة إشارة مرئية يُظهرون مستويات عالية من التنظيم اللغوي.
وإذا كان تطوير اللغة المحكية هدفًا، يمكن أن تُساعد الأجهزة السمعية، لكن الفعالية تكون أكبر عند إقرانها باستخدام لغة الإشارة. وتختلف هذه الأجهزة في فائدتها للأفراد الصم وضعاف السمع ولا تضمن بالضرورة فهمًا سمعيًا أفضل أو قدرة أعلى على النطق.
تناولت دراسات أخرى الفروقات العصبية بين الأفراد الذين تعرضوا للحرمان اللغوي وأولئك الذين لم يتعرضوا له. تُعد السنوات الخمس الأولى من الحياة أساسًا لمهارات عديدة، إذ يتطور خلالها الدماغ وتُبنى الشبكات العصبية والعمليات التي ستُستخدم لاحقًا. ومن دون الوصول الكامل والتعرض للغة طبيعية خلال الفترة الحرجة، لا يمتلك الدماغ الأدوات اللازمة لبناء الإطار النموذجي لمعالجة اللغة وإنتاجها.
ويؤدي الحرمان اللغوي بالتالي إلى اختلالات في مجالات معرفية أخرى، وخصوصًا في تأسيس المفاهيم، ومعالجة الأمور بترتيبها، والوظائف التنفيذية. ولوحظت نتائج مماثلة لدى الأفراد الصم. إذ أثّر الحرمان اللغوي في نمط تنشيط الدماغ لدى الأفراد الصم الذين تعرضوا للغة الإشارة في وقت متأخر، مقارنة بمن حصلوا على تطور لغوي طبيعي.

#### اكتساب اللغة لدى الأطفال الصم
يتعلم معظم الأطفال لغتهم الأم بشكل طبيعي في سن مبكرة. وبينما تكون اللغة المحكية هي السائدة للأطفال السامعين، لا يتمكن الأطفال الصم منذ الولادة من الوصول إليها. أقل من ١٠٪ من الأطفال ذوي الإعاقة السمعية يُولدون في أسر صماء تستخدم لغة الإشارة كوسيلة رئيسية للتواصل.
تُعد لغات الإشارة لغات طبيعية تملك خصائص لغوية مشابهة للغات المحكية، ومعالم التطور فيها مماثلة. وبالتالي، فإن الأطفال الصم وضعاف السمع الذين يولدون لأهل صم يُشاركونهم لغة الإشارة منذ الولادة يخوضون تجربة لغوية شبيهة بتلك التي يخوضها الأطفال السامعون.
ومن أجل النجاح، يجب على الطفل اكتساب لغة واحدة على الأقل — سواء محكية أو مؤشرة. يشجع بعض الباحثين والممارسين الأسر على التركيز حصريًا على اللغة المحكية، غير أن هناك دلائل على أن لغات الإشارة الطبيعية مفيدة للأطفال الصم وضعاف السمع.

### التعلم العرضي والوصول إلى المعرفة
عندما يتبادل الأفراد السامعون المعلومات فيما بينهم بطريقة لا تُتاح للأفراد الصم، فإن الصم يُحرمون من تجارب التعلم العرضي. يشير التعلم العرضي إلى أي تعلم غير مخطط أو غير مقصود أو غير مباشر. وعادة ما يتعلم الأطفال السامعون بشكل عرضي من خلال سماعهم لمحادثات الأهل في المنزل. ويحدث هذا النوع من التعلم ضمن تفاعلات الحياة اليومية، بما يشمل التعبير عن المشاعر، وتفادي الخلافات، والتعامل مع المحفزات.
وقد تؤثر متلازمة الحرمان اللغوي، إلى جانب فقدان هذه التجارب، على الصحة النفسية والجسدية والتطور الأكاديمي. كما يمكن أن يؤدي نقص التعلم العرضي إلى محدودية في المعرفة العامة ومهارات الفهم الضرورية لفهم العالم المحيط.
ومن دون الثروة المعرفية واللغوية التي يتمتع بها الأطفال السامعون عادةً، قد يصل الأطفال الصم وضعاف السمع إلى المدرسة وهم متأخرون عن أقرانهم. ويمكن أن يستمر هذا النمط لسنوات إذ يعمل الطفل على تعويض الأمور التي التقطها الأطفال السامعون تلقائيًا في منازلهم قبل بدء الدراسة.
ومن الممكن تحقيق التعلم العرضي لدى الأطفال الصم وضعاف السمع عندما تستخدم الأسرة لغة متاحة لجميع أفرادها وتُشرك الطفل ضعيف السمع بشكل مباشر وغير مباشر في التواصل الأسري.

### التواصل المبكر المتاح
تبرز أهمية التواصل المتاح المبكر مع الأسرة والأقران من خلال ما يُعرف بـ"متلازمة مائدة العشاء" — وهي تجربة مشاهدة المحادثات التي تدور بين أفراد الأسرة دون القدرة على فهمها. وتشير الإحصاءات إلى أن ٩٠٪ إلى ٩٥٪ من الأطفال الصم يُولدون لأهل سامعين، وبالتالي قد يعايشون هذه الظاهرة إذا لم تدمج الأسرة لغة الإشارة في تواصلها.
وقد يكون هؤلاء الآباء غير مطلعين على ثقافة الصم وغالبًا لا يعرفون أفضل طرق التواصل التي تُساعد أطفالهم على التطور ليكونوا أفرادًا فاعلين في المجتمع. وقد رسمت الفنانة الصماء المعروفة سوزان دوبور لوحة بعنوان "كلب العائلة" لتجسيد هذه التجربة، وتُعبر من خلالها عن شعور العزلة الذي يعيشه الأصم في أسرة كلها من السامعين.
وقد صُمّمت هذه اللوحة لإبراز وجهة نظر أفراد الأسرة الصم، حيث تُجسد الوجوه غير الواضحة لبقية أفراد الأسرة صعوبة قراءة الشفاه. ومن الجدير بالذكر أن ٣٠٪ إلى ٤٥٪ فقط من اللغة الإنجليزية يمكن فهمها من خلال قراءة الشفاه وحدها.
وفي مثل هذه الحالات، لا يستطيع الطفل الأصم المشاركة في المحادثات من دون استخدام لغة مشتركة متاحة. وتحدث تجارب مشابهة في المناسبات الاجتماعية عندما لا يتمكن الأفراد الصم من التواصل مع الآخرين باستخدام لغة محكية.

## الوقاية

### اللغة

#### النمط
عندما يتعلق الأمر بالوقاية من الحرمان اللغوي، فإن النمط، والذي يعني في هذه الحالة استخدام اللغة المحكية أو لغة الإشارة، لا يهم بالنسبة للدماغ طالما أن اللغة متاحة بشكل كامل. تكشف دراسات الدكتورة لورا-آن بيتيتو أن أنسجة الدماغ المستخدمة للغة تقبل المدخلات السمعية والبصرية على حد سواء لتطوير المسارات اللغوية. ويرجع ذلك إلى أن الدماغ يركز على الأنماط في اللغة، سواء كانت نمطاً من الأصوات أو نمطاً من حركات اليدين. الوصول إلى النطاق الكامل من الأنماط المدمجة في اللغة هو المفتاح لتطوير مسارات لغوية قوية في الدماغ. ويمكن بعد ذلك استخدام الروابط الدماغية التي تتشكل استجابة للمدخلات اللغوية إذا/عندما يتعرض الطفل للغة ثانية. حتى في الحالات التي لا يتلقى فيها الدماغ أي مدخلات سمعية على الإطلاق، فإنه لا يزال قادراً على تطوير مهارات لغوية طبيعية عند التعرض للغة بصرية عالية الجودة. ويمكن أيضاً استخدام التقنيات السمعية لتوفير الوصول إلى اللغة المحكية، مع أن جودة هذا الوصول تختلف من شخص لآخر.

#### الأساليب
قد تشمل أساليب التواصل المستخدمة مع الأطفال الصم اللغة المحكية، لغة الإشارة، أنظمة أو فلسفات مثل النطق المشفّر، "التوقيع الدقيق للإنجليزية"، وغيرها من أشكال الترميز اليدوي للغة، بالإضافة إلى فلسفات وتقنيات مثل التواصل المتزامن أو التواصل الكامل. يمكن للغات الإشارة أن توفر للطفل وصولاً كاملاً للغة، لكنها تفرض تحديات على الأسرة أثناء تعلمهم لغة جديدة. أما أنظمة الترميز اليدوي للغة والفلسفات مثل التواصل المتزامن أو التواصل الكامل، فهي ترتبط بشكل أوثق باللغة المحكية في المنطقة، وبالتالي فإن اكتسابها يكون عادة أسهل للأشخاص الذين لغتهم الأصلية هي اللغة المحكية في المنطقة. ومع ذلك، قد لا تتمتع هذه الأساليب بنفس الخصائص اللغوية الموجودة في اللغات الطبيعية، مثل الصرف، الصوتيات، النحو، والدلالة.
الأطفال الذين يختار آباؤهم اللغة المحكية قد يستخدمون تقنيات سمعية لتلقي مدخلات اللغة المحكية ويُشجعون على الالتحاق بجلسات علاج النطق للعمل على مهارات التعبير اللغوي، مما يقودهم إلى التحدث والاستماع إلى اللغة. قد يقوم المهنيون الطبيون بإجراء جراحة زرع القوقعة لهؤلاء الأفراد إذا تم اختيارها، أو قد يقوم اختصاصيو السمع بفحص السمع المتبقي وطلب أجهزة سمعية. وغالباً ما تستخدم هذه الطريقة من قبل العائلات التي تستخدم اللغة المحكية في المنزل ولا تستطيع أو لا ترغب في تعلم لغة الإشارة. تكشف الأبحاث الحديثة أن هناك نطاقاً واسعاً من النتائج لهذه الطريقة، نظراً لوجود العديد من العوامل الخلفية التي تؤثر على نجاحها، مثل الوضع الاجتماعي والاقتصادي للأسرة، والموقع، وعمل الوالدين، وجودة نموذج اللغة في المنزل، والسمع المتبقي للطفل.

#### التنقل بين الرموز اللغوية
من خلال إعطاء أولوية متساوية للغة البصرية والسمعية للطفل منذ الولادة، يتم توفير كل فرصة وأداة لتطوير اللغة. ومع نمو الأطفال وتحولهم إلى بالغين، قد يفضلون نمطاً معيناً على الآخر، لكنهم سيكونون قد طوروا مهارات مفيدة في كليهما. يتيح التنقل بين الرموز اللغوية للأفراد متعددي اللغات الاستفادة من جميع مزايا كل لغة يعرفونها. بالنسبة للأطفال الصم وضعاف السمع، فإن وجود أساس لغوي قوي في لغة إشارة إلى جانب لغة محكية (أو مكتوبة) يمهد الطريق لمهارات القراءة والكتابة لاحقاً. في دراسة أجريت على أفراد صم وناطقين، وجد علماء النفس أن الأطفال الصم المولودين لأبوين صم كانوا الأكثر كفاءة في التنقل بين الرموز اللغوية. في المقابل، عانى الأطفال الصم المولودون لأبوين ناطقين من صعوبة أكبر في التنقل بين الرموز اللغوية والتواصل في ظروف مختلفة. تؤثر الحالة السمعية للوالدين والعمر الذي يتعرض فيه الطفل للغة على قدرة الأطفال الصم على التنقل بين الرموز اللغوية.
قد يفتقر الأطفال الصم إلى الكفاءة أو الطلاقة في أي من اللغتين خلال مراحل التطور المبكر لتعلم اللغة، إلا أنهم لا يزالون يشاركون في أنشطة التنقل بين الرموز اللغوية، حيث يتنقلون ذهاباً وإياباً بين الإشارة والإنجليزية للتواصل. يُعدّ التنقل من الكلام الشفهي صعباً بالنسبة للأطفال الصم. تحدث الاقتباسات المعجمية والتنقل بين الرموز اللغوية بين اللغات الإشارية والمحكية. ويشبه المعجم الاقتباس والتنقل بين الرموز في الكلام الشفهي.

#### الصراع والجدل
كان هناك الكثير من الصراع والجدل بشأن نمط اللغة للأطفال الصم وضعاف السمع. عندما يُكتشف أن الطفل أصم أو ضعيف السمع، يتم هذا التقييم عادة من خلال اختبار سمع في بيئة طبية. الأشخاص الأوائل الذين يتفاعل معهم الوالدان بعد تحديد حالة السمع لدى طفلهما قد يكون لهم تأثير كبير. توصي اللجنة المشتركة لفحص سمع الرضع بأن يقوم المهنيون الذين يعملون مع عائلات الأطفال الصم بتقديم معلومات متوازنة وشاملة للآباء لمساعدتهم في اتخاذ القرارات اللازمة. يمكن أن يؤثر التحيز النظامي ضد الصمم، والمعروف باسم "التمييز السمعي"، على المعلومات والإرشادات التي يتلقاها الوالدان. إذا لم يستوفِ الطفل الأصم معايير النمو المناسبة في وقت مبكر للطريقة أو النمط التواصلي الأول الذي تم اختياره، فمن المهم النظر في طرق إضافية أو مختلفة لمنع تأخر اللغة، أو في الحالات القصوى، الحرمان اللغوي.

### التدخل المبكر
يُعدّ التدخل المبكر أحد الأساليب الرئيسية لمنع الحرمان اللغوي. ويركز التدخل المبكر للأطفال الصم وضعاف السمع بشكل رئيسي على تطوير اللغة. يستطيع اختصاصيو التدخل المبكر العمل مع الأسرة خلال السنوات الأولى الحرجة لاكتساب اللغة. ويمكن أن يأخذ التدخل المبكر أشكالاً متعددة ويعتمد عادة على مكان إقامة الأسرة. في الولايات المتحدة، من المرجح أن تقدم مدرسة الصم في الولاية التي تعيش فيها الأسرة برامج وموارد. وقد تأتي خدمات أخرى من الولاية نفسها أو من برامج وطنية أو مراكز تعليمية. وقد تُموّل هذه الخدمات من خلال الأموال الفيدرالية والولائية. يمكن للمنظمات المستقلة مثل "الرابطة الوطنية للصم" و"الجمعية الأمريكية للأطفال الصم" في الولايات المتحدة و"الجمعية الوطنية للأطفال الصم" في لندن أن تقدم موارد ودعماً إضافياً.

#### المرشد الأصم
يمكن للأطفال الذين يختار آباؤهم مسار لغة الإشارة أن يستفيدوا من نماذج لغة الإشارة، مثل وجود مرشد أصم. يوفر المرشد الأصم نموذجاً يُحتذى للطفل قد لا يراه في أي مكان آخر، بالإضافة إلى كونه نموذجاً لغوياً للعائلة بأكملها. يمكن أن يساعد المرشد الأصم الآباء على فهم ما يمكن أن يحققه طفلهم الأصم، ويشجعهم على تحديد توقعات عالية له كي يحقق إمكاناته. عند العمل مع مرشد أصم، عادةً ما تأخذ الأسرة دروساً في لغة الإشارة وتشارك في فعاليات مجتمع الصم، بالإضافة إلى العمل مع المرشد. يتعلم الجميع، بمن فيهم الطفل، الإشارة معاً ويستخدمون مهاراتهم للتواصل مع بعضهم، ويساعدهم المرشد في إتقانها من خلال كونه نموذجاً لغوياً بمستوى أصلي.

#### نجاح التدخل المبكر
يجب أن يكون الفريق متعاوناً لضمان نجاح التدخل المبكر. يمكن أن يشمل أعضاء فريق التدخل المبكر المهنيين في التعليم والطب، والمعالجين (النطق، المهني، الفيزيائي، النفسي)، والمتخصصين (الرؤية، السمع/الصمم، ديناميكيات الأسرة، الحركية)، واختصاصي السمع، والأخصائي الاجتماعي، ومقدم الخدمة التدخلية، والعائلة. يمكن أيضاً إدراج مرشد أصم كعضو أساسي في الفريق. يستطيع اختصاصيو التدخل المبكر العمل مع الأسرة في المنزل من خلال اللعب، وتعليم اللغة والتواصل، والأنشطة، وتقديم الاستراتيجيات، والمساعدة في وضع الروتين وأساليب التأديب، وغير ذلك. تُعدّ الزيارات المنزلية أحد أشكال التدخل المبكر، لكنها ليست مقتصرة على المنزل نظراً لتعدد الخدمات المقدمة. يؤثر الموقع الجغرافي للأسرة على الخدمات والموارد المتاحة بسبب بُعد المسافة، لكن التدخل الافتراضي ساعد في التصدي لهذا التحدي.
ساعد التدخل المبكر أيضاً في منع الحرمان اللغوي من خلال فحص سمع الأطفال حديثي الولادة. قبل أن يتم تطبيق فحص السمع الشامل في المستشفيات بعد الولادة بوقت قصير، لم تكن حالة السمع لدى العديد من الأطفال الصم تُكتشف إلا بعد سنوات من الولادة، عندما لا يتم تحقيق معالم النمو اللغوي. وعند تحديد الحالة، يكون الطفل قد تأخر بالفعل. يدعم فحص سمع حديثي الولادة الاكتشاف المبكر ويتيح للمهنيين المساعدة في الحفاظ على تطور الطفل اللغوي ضمن المسار الصحيح.

### التشريعات
هناك وسيلة أخرى لمنع الحرمان اللغوي، وهي من خلال التشريعات التي توفر معايير لوصول اللغة في تعليم الصم. على مستوى العالم، توجد العديد من القوانين والسياسات المتعلقة بموضوع الحرمان اللغوي. تشمل القوانين الأخرى ذات الصلة في الولايات المتحدة التي تركز على التعليم الخاص بما في ذلك تعليم الصم تشريعات وطنية مثل "قانون الأمريكيين ذوي الإعاقة"، و"قانون تعليم الأفراد ذوي الإعاقات"، و"قانون إعادة التأهيل لعام 1973".

#### LEAD-K
تيار واحد مثال على تشريعات الولايات في الولايات المتحدة هو قانون LEAD-K ، وهو قانون المساواة اللغوية واكتسابها للأطفال الصم. يختلف قانون LEAD-K من ولاية لأخرى، إذ تتولى كل ولاية صياغة نسختها الخاصة من القانون. يركز قانون LEAD-K بشكل أساسي على تطوير اللغة بشكل كامل باللغة الإنجليزية، أو لغة الإشارة الأمريكية، أو كليهما، استعدادًا للمدرسة ومنعًا للحرمان اللغوي.  أقرت اثنتا عشرة ولاية تشريع LEAD-K حتى 5 أغسطس/آب 2019. [ بحاجة إلى تحديث ] يدعو مشروع القانون النموذجي لـ LEAD-K إلى اتخاذ خمسة إجراءات:
1. إنشاء مورد للاستخدام غير الرسمي من قبل الوالدين لتخطيط نمو لغة أطفالهم الصم أو ضعاف السمع - يعتمد هذا المورد على المعالم الرئيسية لتطور اللغة المحددة ومحو الأمية الإنجليزية.
2. توفير مورد مماثل للمعلمين، والذي بدلاً من إنشائه من خلال LEAD-K، يتم اختياره من الأساليب الحالية.
3. توزيع الموارد الخاصة بالآباء والمعلمين على الأفراد والمنظمات ذات الصلة وتجهيز هؤلاء المستفيدين لاستخدامها.
4. تحميل فرق برنامج التعليم الفردي (IEP) وخطط الخدمة العائلية الفردية (IFSP) المسؤولية عن تقدم تطور لغة الطفل.
5. إنشاء لجنة استشارية لتحديد مشاريع القوانين النموذجية ومتطلبات تكوينها لضمان إنشاء فريق متوازن وواسع المعرفة ومتنوع. [2]

## الخلافات
واجه LEAD-K معارضة من الجمعية الأمريكية للنطق واللغة والسمع ومن التحالف الأمريكي لزراعة القوقعة. أصدرت كلا المجموعتين بيانات تعبر فيها عن قلقها بشأن حرية اختيار الوالدين لأسلوب التواصل لأطفالهم. وذكرتا أن مثل هذه التشريعات قد تؤثر سلبًا على الخدمات التي يتلقاها الطفل بموجب قانون تعليم الأفراد ذوي الإعاقات. كما أشار التحالف الأمريكي لزراعة القوقعة إلى عدم وجود أدلة كافية تشير إلى أن لغة الإشارة الأمريكية مفيدة لجميع الأطفال الذين يعانون من فقدان السمع. وأعربت الجمعية الأمريكية للنطق واللغة والسمع عن قلقها من أن الوالدين قد لا يتلقون معلومات حول جميع الخيارات الممكنة، وأن السياسة تعطي الأفضلية لأسلوب تواصلي واحد دون غيره. ورد LEAD-K على هذه المخاوف بتأكيد التزامه بأن يحقق الأطفال الصم وضعاف السمع مراحل لغوية مناسبة لأعمارهم بغض النظر عن اللغة التي يختارها الوالدان، وأنه لا يدعو إلى أسلوب واحد على حساب الآخرين.
وجاء أحد التعديلات الملحوظة من خلال تعاون بين LEAD-K ورابطة ألكسندر غراهام بيل، وهي مجموعة تاريخية تؤيد استخدام اللغة المنطوقة فقط. استطاعت هاتان المجموعتان المتعارضتان تقليديًا التوصل إلى اتفاق من خلال التركيز على الرغبة المشتركة في توفير فرص متساوية لاكتساب اللغة للأطفال الصم وضعاف السمع كما هو الحال لدى أقرانهم من السامعين، وتعزيز نشر معلومات دقيقة ومتوازنة.

## الاعتبارات التعليمية

### التعليم العام
أحد أشكال التعليم المتاحة للطلاب الصم أو ضعاف السمع هو التعليم العام، ويُعرف أيضًا بالإدماج المدرسي. يدمج هذا الأسلوب الطلاب الذين يحتاجون إلى خدمات تعليم خاص في الفصول الدراسية العامة بناءً على قدراتهم. يحدد قانون تعليم الأفراد ذوي الإعاقات تفاصيل هذا الدمج. يحمي هذا القانون الطلاب الذين عادة ما يكونون جزءًا من صفوف التعليم الخاص، من خلال منحهم الحق في الوصول إلى نفس البيئة التعليمية كأقرانهم. ويحق للطالب أيضًا الحصول على التسهيلات والخدمات التي توفرها المدرسة والتي تُمكنه من المشاركة في الصفوف العامة. وتفصّل خطة التعليم الفردية الخاصة بالطالب احتياجاته وخدماته وأهدافه. لجميع الطلاب الصم وضعاف السمع الحق في الوصول إلى التعليم العام في مدرستهم المحلية مع أقرانهم، لكن مدى ملاءمة هذا الخيار يعتمد على حالة كل طالب على حدة.

#### تسهيلات الصف الدراسي
فيما يتعلق بالطلاب الصم، يُعد الصمم إعاقة منخفضة الانتشار، مما يعني احتمالية وجود طفل أصم واحد في صف دراسي مليء بالأطفال "السامعين"، ويمكن أن يؤدي ذلك إلى عوائق فريدة. على سبيل المثال، قد لا يعرف المعلمون والطلاب في بيئة التعليم العام لغة الإشارة، مما يسبب حواجز كبيرة في التواصل والتفاعل الاجتماعي والتعلم. يمكن أن تساعد تسهيلات مثل مترجمي لغة الإشارة، والترجمة الفورية الحية، أو نظام "إف إم" في معالجة بعض هذه القضايا، لكنها لا تُلغيها بالكامل. تعمل هذه التسهيلات على زيادة الوصول، لكن بالنسبة للطلاب الذين يستخدمون لغة الإشارة في بيئة التعليم العام، سيكون التواصل غير مباشر لأنه يتم عبر المترجم. هناك دائمًا خطر سوء الفهم في الترجمة، وحتى مع وجود هذه التسهيلات، ستظل هناك عقبات في التعلم والتفاعل الاجتماعي.
يمكن دعم الطلاب الذين يستخدمون التكنولوجيا السمعية واللغة المنطوقة من خلال تقليل الضوضاء في الصف، والجلوس بالقرب من المعلم، والتحدث بوضوح بينما يواجه المتحدثون الصف ويتحدثون واحدًا تلو الآخر. يصبح التعلم صعبًا في حال عدم توفر هذه الظروف.

### التعليم ثنائي اللغة – ثنائي الثقافة
الأطفال الصم الذين لا يحصلون على وصول مبكر إلى لغة الإشارة معرضون لخطر بدء المدرسة دون استعداد كافٍ لمتطلبات التعلم الأكاديمي. ولا تقتصر هذه التحديات التعليمية التي يواجهها الأطفال الصم على تعرضهم للغة فقط. وهنا يأتي دور الفلسفة التعليمية المعروفة باسم "ثنائي اللغة – ثنائي الثقافة" والتي يمكن أن تفيد الطلاب الصم.
بدأ هذا النهج في الظهور في المدارس خلال أواخر الثمانينيات في الولايات المتحدة والدنمارك والسويد. في الولايات المتحدة، يهدف أسلوب ثنائية اللغة – ثنائية الثقافة بين لغة الإشارة الأمريكية واللغة الإنجليزية إلى تحقيق النجاح الأكاديمي وتوفير تعليم للطلاب الصم من خلال تعليم لغة الإشارة كلغة أولى، تليها اللغة المكتوبة أو المنطوقة (مثل الإنجليزية) كلغة ثانية. علاوة على ذلك، توفر المدارس الحكومية المتخصصة للصم التعرض لثقافة الصم — وهي جانب فريد لا يقدمه التعليم العام. ومن خلال نهج ثنائية اللغة – ثنائية الثقافة، قد يطور الطلاب الصم هويات ثقافية متعددة: واحدة مبنية على وضعهم السمعي، وأخرى تعتمد على خلفية عائلتهم أو ثقافة الأغلبية المحلية.
يهدف هذا الأسلوب إلى تزويد الطلاب الصم وضعاف السمع بالتعليم باستخدام اللغتين: لغة الإشارة واللغة المكتوبة، بالإضافة إلى تعريفهم بثقافة الصم وسياقات ثقافية أخرى مثل الثقافة السائدة في المنطقة أو البلد. ويؤكد هذا النهج على أن الأطفال الصم يتعلمون بصريًا ويجب توفير التعليم لهم من خلال لغة بصرية. ويقول المؤيدون لهذا الأسلوب إن الوصول إلى لغة الإشارة أمر بالغ الأهمية لمنع تعرض الأطفال الصم وضعاف السمع لعدم المساواة في التعليم بسبب التفاوت في نتائج استخدام زراعة القوقعة والمعينات السمعية. ومع ذلك، وبما أن هذا الأسلوب يركز على ثنائية اللغة، فإن الشكل الكتابي للغة المنطوقة يحظى بنفس القيمة. للطلاب الصم وضعاف السمع الحق في الوصول إلى نفس المحتوى الأكاديمي كأقرانهم، وكذلك الحق في محو الأمية

## روابط خارجية
- فيديو: LEAD-K
- Bibliography of papers on critical periods in second language acquisition